# Берберийская лошадь
Берберийская (или варварийская) — порода лошади. Это одна из самых старых пород восточного типа. В течение многих столетий она сильно влияла на другие породы, помогая основать большое количество самых успешных современных пород в мире. Вместе с арабской берберийская заслуживает достойного места в истории коневодства. Тем не менее она не достигла такой всемирной популярности, как арабская, и даже не имеет статуса малоизвестных восточных типов, как ахалтекинская, или туркменская.

## Характеристики породы
Конституция. Пустынная лошадь легкой конституции. Шея средней длины, сильная, изогнутая, ноги тонкие, но крепкие. Плечи плоские и обычно достаточно прямые. Копыта, как у многих пустынных лошадей, чрезвычайно прочные, хорошей формы. Круп наклонённый, в большинстве случаев свислый, с низко посаженным хвостом. Грива и хвост более густые, чем у арабской лошади.
Голова. Длинная и узкая. Уши средней длины, четко очерченные и подвижные, профиль немного выгнутый. Глаза выражают смелость, ноздри низко посаженные, открытые.
Масть. Настоящие берберийцы — вороные, гнедые и тёмно-гнедые/бурые. У гибридных животных, полученных при скрещивании с арабами, — другие масти, чаще всего серая.
Высота (рост) в холке — от 14,2 до 15,2 ладони (1,47—1,57 м.)

## История породы
Неизвестно, где именно получила своё развитие берберийская лошадь. Некоторые считают, что порода возникла в Северной Африке в VIII веке, примерно в то время, когда мусульманские захватчики достигли региона. Идут споры по поводу того, имеют ли берберийские и арабские лошади общего предка или же арабские были предшественниками берберийских. На местных лошадей этого региона, возможно, повлияло скрещивание «восточных» пород, включая арабскую лошадь, туркменскую (или ахалтекинскую) лошадь и каспийскую лошадь, с иберийскими лошадьми, привезёнными из Европы берберскими захватчиками после того, как они завоевали южную Испанию. Сегодня выделяют несколько разновидностей берберийских лошадей, в том числе алжирскую, марокканскую и тунисскую. При импорте в Европу берберийских лошадей иногда ошибочно принимали за арабов, хотя у них совершенно разные физические характеристики. Европейцы заметили, что по размерам они схожи, а их владельцами были берберские мусульмане, которые говорили по-арабски. Это путаница выразилась, например, в том, что арабского жеребца Годолфина Арабиана, одного из основоположников чистокровной породы, из-за его тунисского происхождения называли «Годолфином Берберийским».
Берберийских лошадей сейчас выращивают в основном в Марокко, Алжире, Испании и на юге Франции. В связи с трудными экономическими временами в Северной Африке количество чистокровных берберийских лошадей уменьшается. Всемирная организация берберийских лошадей, основанная в Алжире в 1987 году, была создана для продвижения и сохранения породы. В 2014 году Международная федерация конного спорта признала берберийскую лошадь своей «Лошадью чести» на Всемирных конных играх в Нормандии.

### Влияние на другие породы
Берберийская лошадь, возможно, оказала большее влияние на скаковые породы во всем мире, чем любая другая лошадь, за исключением арабской. Берберские захватчики из Северной Африки брали в Европу своих лошадей, предшественников сегодняшних берберийских, с начала VIII века. Однажды созданная с поселенцами на Пиренейском полуострове берберийская лошадь была выведена с использованием испанской породы под 300-летним покровительством Омейядов для развития андалузской (и лузитанской) лошади. Андалузская лошадь высоко ценилась, и её использовали в качестве основы для разведения лошадей во всем мире.

## Нрав и уход

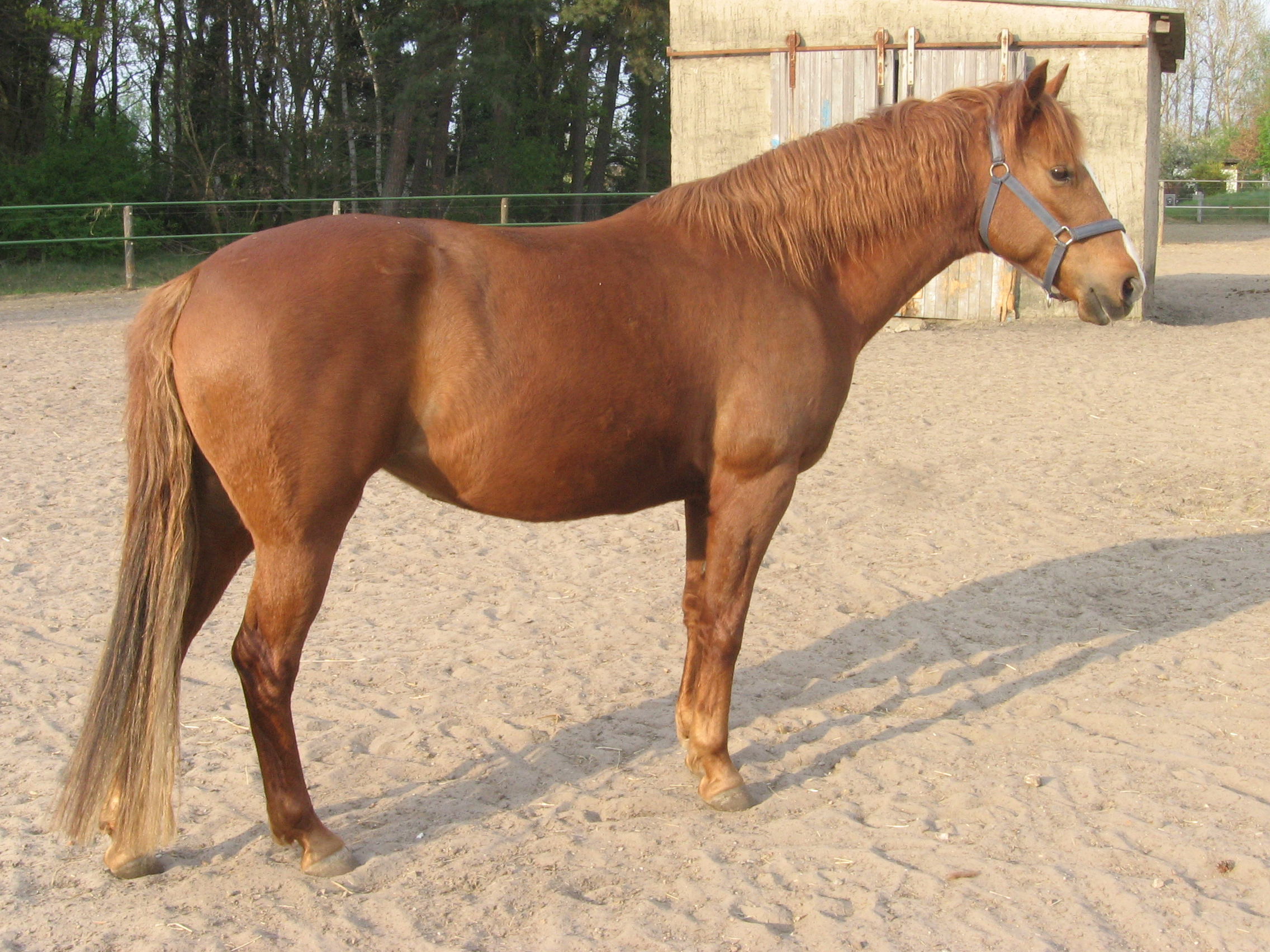
Конституция берберийской лошади

Берберийские лошади славились как крепкие, чрезвычайно выносливые, резвые и восприимчивые. Эти качества требовались от них при скрещивании с другими породами для улучшения последних. Берберийская лошадь не так горяча и красива, как арабская, и не обладает её упругими, плавными аллюрами. Некоторые специалисты полагают, что берберийцы произошли от доисторических европейских, а не азиатских лошадей, хотя сейчас это, несомненно, восточный тип. Темперамент берберийца не так уравновешен и нежен, как у араба, с которым его неизменно сравнивают.
Эта исключительно крепкая и выносливая лошадь не требует особого ухода.

## Происхождение
Берберийская порода зародилась на прибрежных землях Северной Африки — в Марокко, Алжире, Ливии и Тунисе. Эта область соответствует старой Берберии. Лошади берберийской породы встречаются  и южнее, в Нигерии и Камеруне. Они, как и арабская и ахалтекинская лошади, были выведены в пустыне; обладают тонкой кожей и способны выдержать жару и засуху, типичную для их обычной среды обитания.

## Современная порода
Ныне берберийская порода разводится на большом конезаводе в г. Константина (Алжир), а также на конезаводе короля Марокко. Возможно, племена туарегов и некоторые кочевые племена, живущие в отдалённых горных и пустынных районах этой местности, все ещё разводят лошадей нескольких берберийских типов.

## Использование породы
В настоящее время берберийцы — хорошие верховые лошади, хотя сначала были прежде всего отличными военными лошадьми. Они традиционно используются в знаменитой кавалерии Спахи, в которой строевыми лошадьми всегда были берберийские жеребцы. Кроме того, их используют для скачек и выставок. Берберийцы подвижны и особенно быстры на коротких дистанциях.